# Rumex melinkae
Rumex melinkae är en slideväxtart som beskrevs av K.H. Rechinger. Rumex melinkae ingår i släktet skräppor, och familjen slideväxter. Inga underarter finns listade i Catalogue of Life.